# Morten Wierod

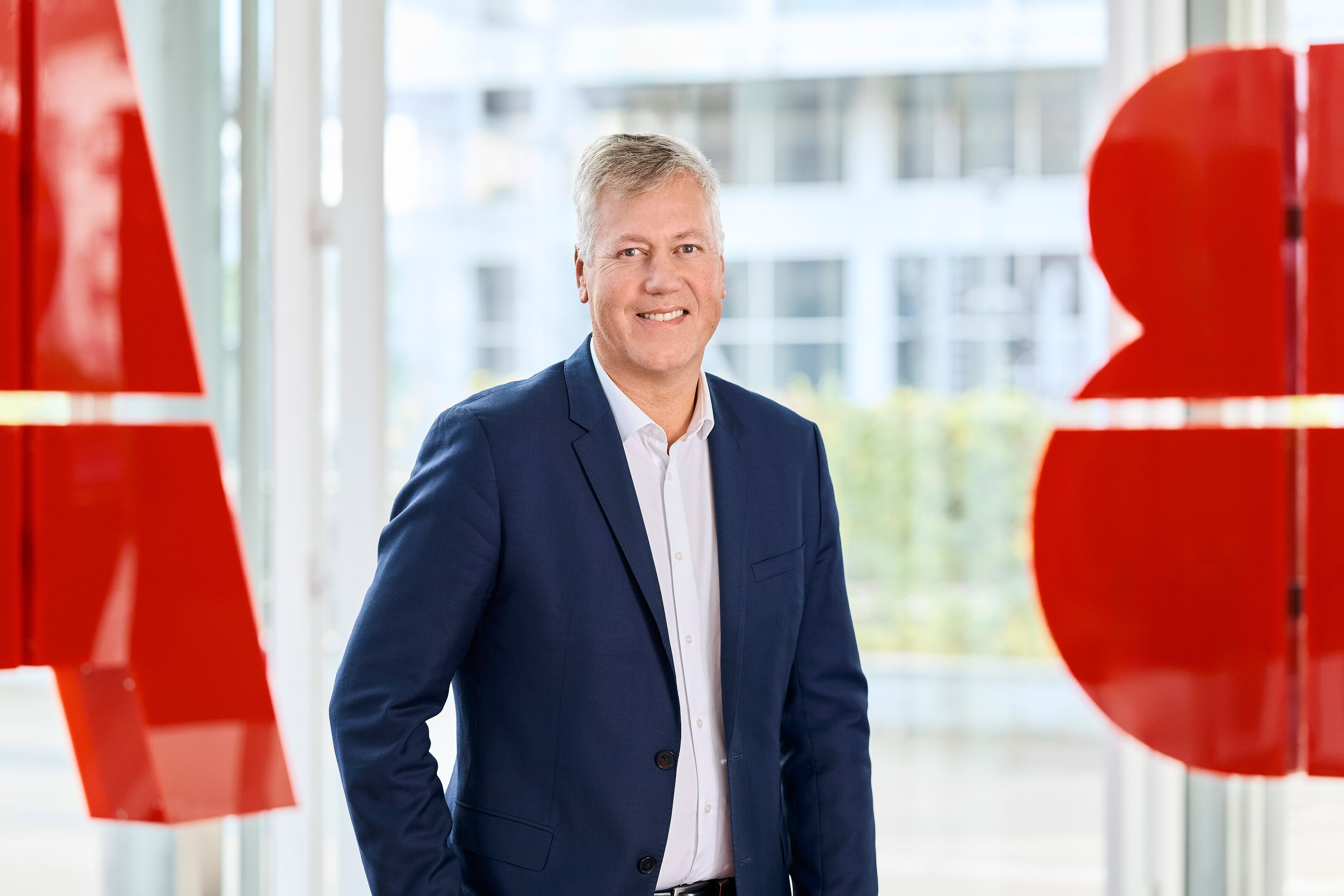
Morten Wierod (2024)

Morten Wierod (* 1972 in Skien) ist ein norwegischer Ingenieur und Manager. Er ist seit August 2024 der Präsident und Vorsitzender der Konzernleitung des Schweizer Konzerns ABB. Wierod ist seit 2019 Mitglied der Konzernleitung und leitete zuvor die beiden Geschäftsbereiche Elektrifizierung und Antriebstechnik.

## Leben
Wierod schloss 1997 sein Studium an der Norwegischen Universität für Wissenschaft und Technologie (NTNU) mit einem Master-Abschluss in Elektrotechnik ab.
Seine Eltern arbeiteten bei einem der Vorgängerunternehmen von ABB, Brown, Boveri & Cie (BBC) in Norwegen, ebenso wie sein Großvater und zwei seiner Onkel mütterlicherseits.
Er ist mit einer Biophysikerin verheiratet, das Paar hat zwei Kinder.

## Karriere
Wierod trat 1998 als Ingenieur bei ABB ein, zehn Jahre nachdem die Schweizer BBC und die schwedische ASEA fusioniert hatten, um ABB zu bilden. Seine erste Position war die eines regionalen Verkaufsleiters bei ABB in Norwegen. Fünf Jahre später wurde er mit der Leitung eines ABB-Werks in der Nähe von Oslo betraut und verhinderte dessen erwogene Schließung. 2008 wechselte er zur ABB-Tochtergesellschaft in China, wo er als Local Business Unit Manager für die Division Niederspannungsprodukte tätig war.
2011 zog Wierod in die Schweiz, wo er innerhalb der Division Niederspannungsprodukte die Position des Geschäftsführers für die Geschäftseinheit Control Products übernahm. 2015 wurde er Geschäftsführer der Geschäftseinheit Drives in der Division Robotics und Motion. 2019 wurde er zum Leiter des Geschäftsbereichs Antriebstechnik sowie gleichzeitig zu einem Mitglied der Konzernleitung von ABB ernannt. 2022 wurde Wierod Leiter des Geschäftsbereichs Elektrifizierung. In den zwei Jahren, in denen Wierod für den Geschäftsbereich Elektrifizierung verantwortlich war, steigerte sich der Umsatz um 15 % und die operative EBITA-Marge von 16 auf 20 %.
Seit August 2024 ist Wierod Präsident und Geschäftsführer des ABB-Konzerns mit Sitz in der Schweiz und folgte damit auf Björn Rosengren. Bei seinem Amtsantritt kündigte er an, das dezentralisierte Betriebsmodell ABB Way, das unter Rosengren eingeführt wurde, beizubehalten und das Wachstum des Unternehmens durch Investitionen und Übernahmen vorantreiben zu wollen.